# Fyto-oestrogenen

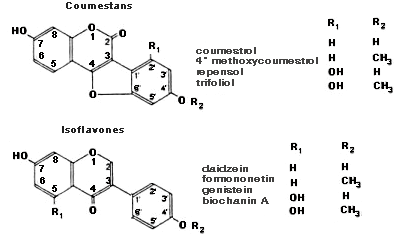
Overzicht van een aantal isoflavonen en coumestanen

Fyto-oestrogenen zijn een groep stoffen die planten aanmaken (φυτόν, phuton betekent plant in het Oudgrieks) en die net als het vrouwelijk hormoon oestrogeen affiniteit hebben voor de oestrogeenreceptor. In het algemeen geldt de volgende classificatie:
1. isoflavonen,
2. coumestanen zoals in luzerne en
3. lignanen zoals in lijnzaad.

Binnen deze groepen worden weer subgroepen aangebracht. Het totaal aantal structuren wordt op meer dan honderd geschat. De grootste blootstelling aan fyto-oestrogenen gebeurt door inname van voedsel. Veelvoorkomende en meest bekende isoflavonen zijn genisteïne zoals in soja, quercetine zoals in kappertjes, catechines zoals in thee en cacao en naringenine zoals in pompelmoes.
Twee belangrijke vaststellingen over fyto-oestrogenen zijn het vermelden waard:
1. In Aziatische landen, waar een normaal voedingspatroon veel fyto-oestrogenen bevat, komt minder borstkanker voor dan in landen waar een Westers voedingspatroon wordt genuttigd, dat in verhouding minder fyto-oestrogenen bevat.
2. Borstkankercellen in celkweek of in rattenweefsel vermenigvuldigen zich in aanwezigheid van fyto-oestrogenen.

Het eerste punt neigt ernaar te veronderstellen dat fyto-oestrogenen gezond zijn en hormoonafhankelijke tumorvorming kunnen reduceren. Een bewezen mechanisme hiervoor ontbreekt echter nog of is omstreden. De oorzaak kan ook elders liggen.
Daartegenover staat punt twee, dat zou doen vermoeden dat fyto-oestrogenen hormoonafhankelijke tumoren kunnen doen groeien. Maar ook dat mogelijke effect is niet met zekerheid bij mensen aangetoond.
Sommige voedingssupplementen bevatten een relatief grote hoeveelheid van een of meerdere fyto-oestrogenen, door bijvoorbeeld de aanwezigheid van soja of hop, waarvan gunstige gezondheidseffecten geclaimd worden maar waarvan de veiligheid ook ter discussie staat. In Nederland staat in de Warenwet dat voedingssupplementen veilig behoren te zijn. In Nederland vindt controle hierop plaats door de Nederlandse Voedsel- en Warenautoriteit.